# Стар Трек: Оригиналният сериал
„Стар Трек: Оригиналният сериал“ (на английски: Star Trek: The Original Series) е научнофантастичен телевизионен сериал, създаден от Джин Родънбъри и поставил началото на фантастичната вселена на Стар Трек.
Сериалът се излъчва от 8 септември 1966 г. до 3 юни 1969 г. Общо са направени 80 епизода, 79 от които са излъчени.
Дебютът на „Стар Трек“ през 1966 не може да се нарече успешен. Само многобройните петиции на малка група от фенове (впоследствие прераснала в огромно движение) успява да накара NBC да не прекрати излъчването на сериала. Въпреки това, сериалът е излъчван в най-малко популярното време за телевизионните зрители, 22 часа в петък. След края на трети сезон през 1969 година сериалът е прекратен заради ниския рейтинг.
Първоначално сериалът се е наричал само „Стар Трек“ (на английски: Star Trek), но впоследствие, за да се разграничи от последвалите сериали („Следващото поколение“, „Космическа станция 9“, „Вояджър“, „Ентърпрайз“), получава названието „Оригиналният сериал“ (на английски: The Original Series, TOS).

## Сюжет
Внимание:  Текстът по-долу разкрива сюжета на произведението (или части от него)!
Действието на „Оригиналните серии“ се развива във втората половина на 23 век (2266 – 2269 г.) и описва петгодишната изследователска мисия на космическия кораб на Старфлийт, Обединена Федерация от планети Ентърпрайз (на английски: Enterprise NCC-1701) под командването на капитан Джеймс Т. Кърк.
По време на трите сезона екипажът пътува из Млечния път, среща се с нови цивилизации, занимава се с дипломатически и изследователски въпроси.

## Актьорски състав
| Герой           | Ранг               | Актьор          | Длъжност                                   |
| Джеймс Т. Кърк  | Капитан            | Уилям Шатнър    | Командир на космическия кораб „Ентърпрайз“ |
| Спок            | Командир           | Ленърд Нимой    | Първи и научен офицер                      |
| Леонард МакКой  | Лейтенант Командир | ДеФорест Кели   | Главен доктор                              |
| Монтгомъри Скот | Лейтенант Командир | Джеймс Доуън    | Главен инженер и втори офицер              |
| Ухура           | Лейтенант          | Нишел Николс    | Комуникационен офицер                      |
| Хикару Сулу     | Лейтенант          | Джордж Такей    | Пилот                                      |
| Павел Чеков     | Мичман             | Уолтър Кениг    | Навигатор.                                 |
| Джанис Ренд     | Йомен              | Грейс Лий Уитни | Йомен на капитана                          |
| Кристин Чапел   | Мед. сестра        | Мейджъл Барет   | Старша мед. сестра                         |

## Излъчване
| Сезон | Сезон | Епизоди | Оригинално излъчване | Оригинално излъчване |
| Сезон | Сезон | Епизоди | Първи епизод         | Последен епизод      |
| ----- | ----- | ------- | -------------------- | -------------------- |
|       | 1     | 29      | 8 септември 1966 г.  | 13 април 1967 г.     |
|       | 2     | 26      | 15 септември 1967 г. | 29 март 1968 г.      |
|       | 3     | 24      | 20 септември 1968 г. | 3 юли 1969 г.        |

## Наследство
„Стар Трек: Оригиналният сериал“ слага началото на епопеята Стар Трек. На негова основа през 1973 година е създаден анимационен сериал („Стар Трек: Анимационният сериал“). Създадени са също шест пълнометражни филма с участието на героите от сериала:
- Стар Трек: Филмът
- Стар Трек II: Гневът на Хан
- Стар Трек III: В търсене на Спок
- Стар Трек IV: Пътуване към вкъщи
- Стар Трек V: Последната граница
- Стар Трек VI: Неоткритата страна

Някои от героите от сериала се появяват и във филма „Стар Трек VII: Космически поколения“.

## Факти
- Актьорите Ленърд Нимой и Мейджъл Барет са единствените от целия актьорски състав, които са участвали в първия („Клетка“ (на английски: The Cage)) и в последния епизод (Turnabout Intruder)) на сериала.
- Спок (ролята се изпълнява от Ленърд Нимой) е единственият персонаж, участващ във всичките 79 епизода на сериала. Капитан Джеймс Т. Кърк (ролята се изпълнява от Уилям Шатнър) участва в 78 епизода (появява се във всички епизоди, с изключение на първия).

## „Стар Трек: Оригиналният сериал“ в България
В България „Стар Трек: Оригиналният сериал“ или накратко „Стар Трек“ започва излъчването си по Диема на 1 септември 2007 г., като са излъчени 14 епизода. Дублажът е на студио Доли. Ролите се озвучават от Ирина Маринова, Цветана Мирчева, Силви Стоицов, Иван Райков и Станислав Димитров.
На 4 февруари 2009 започва излъчването му по Диема 2.
AXN Sci-Fi започва да излъчва цифрово подобрените епизоди на сериала на 7 февруари 2009 със субтитри на български.